# Джурджешть (Сучава)
Джурджешть, Джурджешті (рум. Giurgești) — село у повіті Сучава в Румунії. Входить до складу комуни Вултурешть.
Село розташоване на відстані 341 км на північ від Бухареста, 20 км на південний схід від Сучави, 96 км на північний захід від Ясс.

## Населення
За даними перепису населення 2002 року у селі проживали 804 особи, усі — румуни. Усі жителі села рідною мовою назвали румунську.